# Khaled Barkat
Pour les articles homonymes, voir Barkat.
Khaled Barkat  né le 22 janvier 1957 à Alger est un chanteur, compositeur de musique et acteur algérien. 

## Biographie
Il a joué dans plusieurs films comme La Citadelle en 1989 réalisé par Mohamed Chouikh. En 1993 il joue dans le film Youcef ou la légende du septième dormant. En 2013 il réalise son premier long-métrage titi.

## Filmographie

### Acteur

#### Cinéma
- 1988 : El kalaa : Kaddour

### Compositeur

#### Cinéma
- 1993 : Amour interdit
- 1994 : Youcef ou la légende du septième dormant
- 2005 : Douar de femmes

## Comme réalisateur
- 2013  Titi